# John McIntire
John McIntire (Spokane, Washington; 27 de junio de 1907-Pasadena, California; 30 de enero de 1991) fue un actor estadounidense.

## Carrera
Nacido en Pasadena, California, EUA, empezó su carrera en los años 40, actuando en las películas: The Hucksters con Clark Gable, Call Northside 777 con James Stewart, Command Decision y Down to the Sea in Ships.
En los 50 participa del film bélico You're in the Navy Now con Gary Cooper, y actúa en los westerns Ambush, Westward the Women con Robert Taylor, Horizons West, Winchester '73, The Far Country con James Stewart, War Arrow con Maureen O'Hara, Apache (1954) y The Kentuckian (1955), ambos con Burt Lancaster, The Yellow Mountain, Four Guns to the Border, Stranger on Horseback 1955 y The Gunfight at Dodge City 1959 con Joel McCrea.
En los años 60 McIntire trabajó en películas como Elmer Gantry, donde interpreta al reverendo John Pengilly, Seven Ways from Sundown, donde interpreta a un ranger de Texas y, en 1967, Rough Night in Jericho con Dean Martin.
Como actor invitado pasó por las series Alfred Hitchcock Presents, Zane Grey Theater, Peter Gunn, The Outer Limits, Los Intocables, Laramie, Daniel Boone, Bonanza, El virginiano, El fugitivo, El F.B.I. en acción, Los ángeles de Charlie, La isla de la fantasía, Dallas (donde interpretó a un senador), Hotel, The Incredible Hulk y The Love Boat. Su último trabajo fue en 1989 en la película Turner & Hooch, con Tom Hanks.

## Caravana
En 1959 los ejecutivos de la cadena NBC lo contratan para interpretar el papel de Christopher Hale en la serie Wagon Train (Caravana), sobre unos cowboys que iban por las llanuras del viejo oeste. McIntire intervino en 154 episodios de la serie, que se mantuvo en antena hasta 1965.

## Elenco
- John McIntire es Christopher Hale
- Ward Bond es Major Adams
- Robert Horton es Flint McCullough
- Denny Miller es  Duke
- Robert Fuller es Cooper Smith